# 4339 Almamater
A 4339 Almamater (ideiglenes jelöléssel 1985 UK) a Naprendszer kisbolygóövében található aszteroida. Antonín Mrkos fedezte fel 1985. október 20-án.